# Bisbat de Leiria-Fàtima

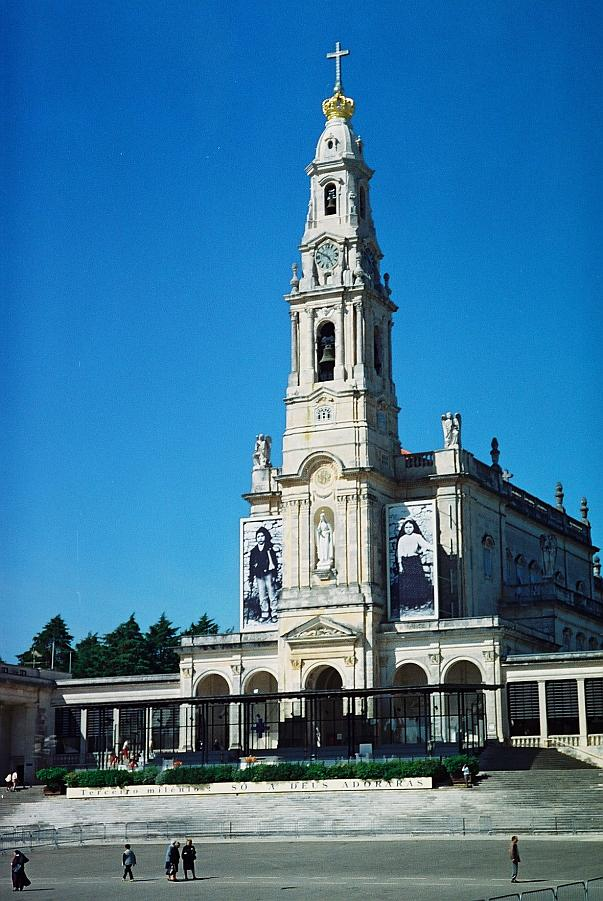
La basílica de la Mare de Déu del Roser a Fàtima, un dels santuaris marians més visitats del món.

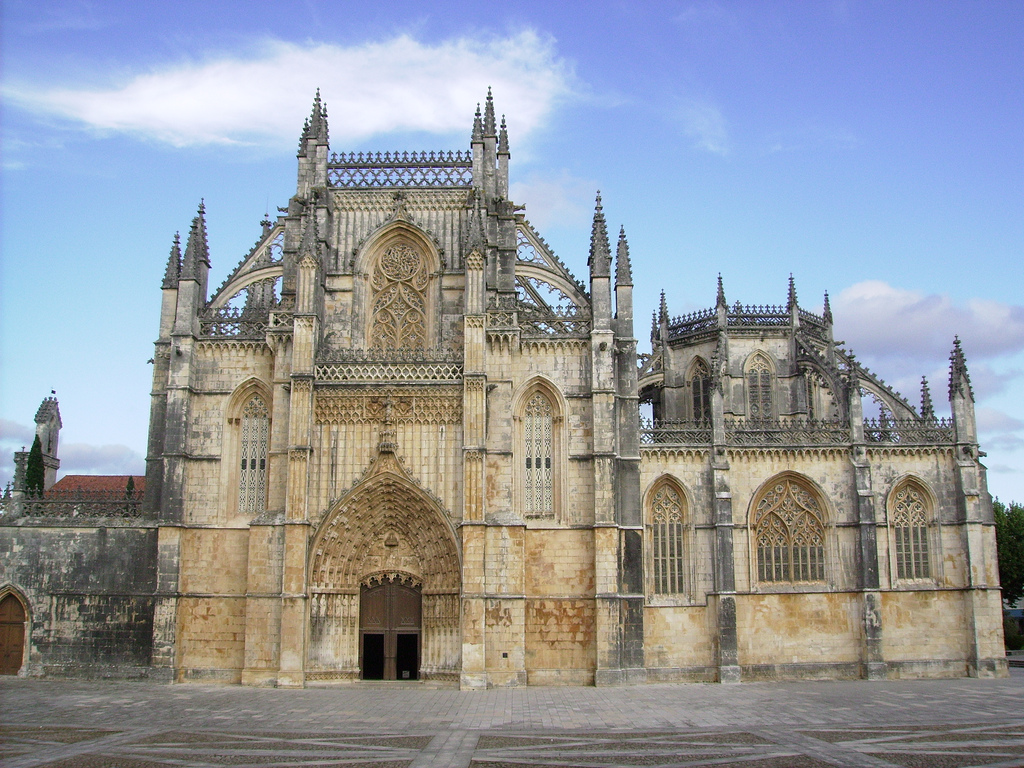
L'església del monestir de Batalha, edificat a la segona meitat del, edifici reconegut com a Patrimoni de la Humanitat.

El bisbat de Leiria-Fátima (portuguès: Diocese de Leiria-Fátima, llatí: Dioecesis Leiriensis-Fatimensis) és una seu de l'Església Catòlica a Portugal, sufragània del Patriarcat de Lisboa. Al 2013 tenia 272.162 batejats sobre una població de 296.362 habitants. Actualment està regida pel bisbe António Augusto dos Santos Marto.

## Territori
La diòcesi s'estén sobre dos districtes portuguesos. Comprèn:
- al districte de Leiria els municipis de Leiria, Marinha Grande, Batalha i Porto de Mós, i parts dels municipis de Pombal i Alcobaça;
- al districte de Santarém, els municipis d'Ourém i parts dels municipis d'Alcanena.

La seu episcopal és la ciutat de Leiria, on es troba la catedral de l'Immaculada Concepció. A Fàtima es troba el santuari homònim, un dels santuaris marians més importants del món, amb la basílica dedicada a la Mare de Déu del Roser.
El territori s'estén sobre 1.700 km², i està dividit en 75 parròquies, agrupades en 9 vicariats: Monte Real, Marinha Grande, Milagres, Colmeisas, Leiria, Batalha, Porto de Mós, Fátima i Ourém.

## Història
La Diòcesi de Leiria va ser erigida el 22 de maig de 1545 mitjançant la butlla Pro excellenti del Papa Pau III, amb territori desmembrat de la diòcesi de Coimbra i el priorat lliure de Santa Maria de Leiria. Va ser nomenat com a primer bisbe Brás de Barros, darrer prior de Santa Maria.
Inicialment va ser erigida com a catedral l'església de Nossa Senhora da Pena,, església matriu de la ciutat episcopal, tot i que era massa petit per a les necessitats de culte. La catedral actual es va construir entre 1550 i 1574.
El 1585 la diòcesi es va ampliar mitjançant la incorporació de les parròquies de São Vicente de Aljubarrota, Alvados, Arrimal, Seiça, Fátima, Freixianda, Juncal, Mendiga, Minde, Olival, Ourém, Porto de Mós i Serro Ventoso. Una expansió posterior va tenir lloc el 9 d'octubre de 1614, quan es van afegir les parròquies Nossa Senhora dos Prazeres de Aljubarrota i d'Alpedriz, segons el que preveia la butlla Decet Romanum Pontificem del Papa Pau V. Aquests territoris annexats a Leiria van ser en ambdós casos presos del Patriarcat de Lisboa.
En 1640 el bisbe Pere Barbosa d'Eça es va veure obligat a fugir de la diòcesi després de la revolució de la independència portuguesa, refugiant-se a Castella i morint el mateix any. En els anys següents el bisbe Diogo de Sousa, nomenat per Joan IV i Jerónimo de Mascarenhas nomenat per Felip IV no van rebre el reconeixement papal i la diòcesi romangué vacant.
Brás de Barros celebrà el primer sínode diocesà el 1549. Altres sínodes van ser organitzats per Pedro de Castilho en 1598, per José Alves Correia da Silva en 1943, i Serafim de Sousa Ferreira e Silva de 1995 a 2002.
En 1672 el bisbe Pere Vieira da Silva va fundar el seminari diocesà.
La invasió francesa del 1807 va tenir conseqüències tràgiques en la vida de la diòcesi, ja que va estar acompanyada per la destrucció de la major part dels edificis religiosos (el palau del bisbe, monestirs, esglésies) i el saqueig de les rendes eclesiàstiques.
Un altre cop per a la diòcesi va ser la supressió dels ordes religioses decretat pel ministre Joaquim António de Aguiar en 1834. Aquell mateix any s va tancar el seminari, que va ser novament restaurat el 1850.
El 30 de setembre de 1881 va ser suprimida dins de la reorganització territorial de les diòcesis de Portugal, amb la butlla Gravissimum Christi del Papa Lleó XIII: el seu territori es va dividir entre la diòcesi de Coimbra i el Patriarcat de Lisboa.
En les primeres dècades del segle XX es va organitzar a la diòcesi un moviment restauracionista, fins i tot com a reacció a la política anticlerical de la primera república. Aquest moviment també es va sentir encoratjat per les aparicions de Fàtima entre el 13 de maig i el 13 d'octubre de 1917. El 17 de gener de 1918 la diòcesi va ser restablerta amb la butlla Quo vehementius del Papa Benet XV. En 1921 se li va concedir la celebració de la missa en el lloc de les aparicions, el primer pas de la construcció del santuari de Fàtima, que es realitzaria durant la següent dècada, fins a l'aprovació del culte de la Mare de Déu de Fàtima canònicament el 13 d'octubre de 1930.
El 25 de març de 1957 la diòcesi ha incorporat la parròquia de Formigais, que des de 1881 havia estat sotmesa al Patriarcat de Lisboa.
El 3 de desembre de 1962, mitjançant el breu Miris modis auctus, el Papa Joan XXIII va declarar la Mare de Déu de Fàtima patrona principal de la diòcesi, juntament amb Sant Agustí d'Hipona, bisbe i doctor de l'Església .
Del 13 de maig de 1984 va assumir el nom actual amb la butlla Qua pietate del Papa Joan Pau II.
La presència del santuari de Fatima ha estat motiu de diverses visites papals la diòcesi: Pau VI en 1967, Joan Pau II en 1982, en 1991 i en 2000; Benet XVI en 2010 i Francesc el 2017.

## Cronologia episcopal
- Brás de Barros, O.S.H. † (22 de maig de 1545 - 20 de juliol de 1556 renuncià)
  - Sancho de Noronha † (1556 - 1556 mort?) (bisbe electe)
- Gaspar do Casal, O.E.S.A. † (20 de desembre de 1557 - 27 de novembre de 1579 nomenat bisbe de Coimbra)
- António Pinheiro † (27 de novembre de 1579 - 30 d'octubre de 1582 mort)
- Pedro de Castilho † (3 de juny de 1583 - 1604 renuncià)
- Martim Afonso Mexia (de Tovar) † (24 de novembre de 1604 - 1 de juny de 1615 nomenat bisbe de Lamego)
- António de Santa Maria, O.E.S.A. † (8 de febrer de 1616 - 10 de maig de 1623 mort)
- Francisco de Menezes † (18 d'agost de 1625 - 5 de juliol de 1627 nomenat bisbe de Faro)
- Dinis de Melo e Castro † (9 d'agost de 1627 - 14 de maig de 1636 nomenat bisbe de Viseu)
- Pedro Barbosa de Eça † (9 de juny de 1636 - 3 de desembre de 1640 mort)
  - Sede vacante (1640-1669)
- Pedro Vieira da Silva † (17 de juny de 1669 - 12 de setembre de 1676 mort)
- Domingos de Gusmão, O.P. † (8 de novembre de 1677 - 6 de juny de 1678 nomenat arquebisbe d'Évora)
  - Sede vacante (1677-1681)
- José de Lencastre, O.Carm. † (2 de juny de 1681 - abans del 19 de juliol de 1694 renuncià)
- Álvaro de Abranches e Noronha † (19 de juliol de 1694 - 8 d'abril de 1746 mort)
- João Cosme da Cunha, C.R.S.A. † (8 d'abril de 1746 - 24 de març de 1760 nomenat arquebisbe d'Évora)
- Miguel de Bulhões e Souza, O.P. † (24 de març de 1760 - 14 de setembre de 1779 mort)
  - António Bonifácio Coelho † (1779 - 20 de març de 1780 mort) (bisbe electe)
- Lourenço de Alencastre (Lancastro) † (18 de setembre de 1780 - 4 de març de 1790 mort)
- Manuel de Aguiar † (21 de juny de 1790 - 19 de març de 1815 mort)
- João Inácio da Fonseca Manso † (23 d'agost de 1819 - 11 de juny de 1834 mort)
  - Sede vacante (1834-1843)
- Guilherme Henriques de Carvalho † (3 d'abril de 1843 - 24 de novembre de 1845 nomenat patriarca de Lisboa)
- Manuel José da Costa † (24 de gener de 1846 - 16 de juny de 1851 mort)
- Joaquim Pereira Ferraz, O.S.B. † (10 de març de 1853 - 27 de febrer de 1873 mort)
  - Sede vacante (1873-1881)
  - Seu suprimida (1881-1918)
- José Alves Correia da Silva † (15 de maig de 1920 - 4 de desembre de 1957 mort)
- João Pereira Venâncio † (13 de setembre de 1958 - 1 de juliol de 1972 renuncià)
- Alberto Cosme do Amaral † (1 de juliol de 1972 - 2 de febrer de 1993 jubilat)
- Serafim de Sousa Ferreira e Silva (2 de febrer de 1993 - 22 d'abril de 2006 jubilat)
- António Augusto dos Santos Marto, des del 22 d'abril de 2006

## Estadístiques
A finals del 2013, la diòcesi tenia 272.162 batejats sobre una població de 296.362 persones, equivalent al 91,8% del total.
| any  | població | població | població | sacerdots | sacerdots       | sacerdots       | sacerdots             | diaques | religiosos | religiosos | parròquies |
| ---- | -------- | -------- | -------- | --------- | --------------- | --------------- | --------------------- | ------- | ---------- | ---------- | ---------- |
| any  | batejats | total    | %        | total     | clergat secular | clergat regular | batejats por sacerdot | diaques | homes      | dones      |            |
| 1949 | 164.000  | 174.000  | 94,3     | 113       | 98              | 15              | 1.451                 |         | 18         | 126        | 61         |
| 1969 | 234.265  | 235.666  | 99,4     | 180       | 117             | 63              | 1.301                 |         | 149        | 366        | 59         |
| 1980 | 201.000  | 204.598  | 98,2     | 166       | 106             | 60              | 1.210                 |         | 94         | 474        | 68         |
| 1990 | 238.000  | 240.075  | 99,1     | 183       | 103             | 80              | 1.300                 |         | 106        | 570        | 69         |
| 1999 | 273.700  | 280.000  | 97,8     | 175       | 108             | 67              | 1.564                 |         | 87         | 550        | 73         |
| 2000 | 255.000  | 265.000  | 96,2     | 167       | 103             | 64              | 1.526                 |         | 85         | 510        | 74         |
| 2001 | 255.000  | 265.000  | 96,2     | 162       | 102             | 60              | 1.574                 |         | 76         | 500        | 74         |
| 2002 | 255.000  | 265.000  | 96,2     | 168       | 103             | 65              | 1.517                 |         | 83         | 480        | 74         |
| 2003 | 255.000  | 265.000  | 96,2     | 155       | 100             | 55              | 1.645                 |         | 73         | 488        | 74         |
| 2004 | 255.000  | 265.000  | 96,2     | 155       | 101             | 54              | 1.645                 |         | 68         | 482        | 74         |
| 2013 | 272.162  | 296.362  | 91,8     | 162       | 92              | 70              | 1.680                 |         | 86         | 686        | 75         |